# 阳和镇
阳和镇，是中华人民共和国四川省广安市华蓥市下辖的一个乡镇级行政单位。

## 行政区划
阳和镇下辖以下地区：
阳和街道社区、楼房沟村、蔡家湾村、祝家坝村、鸽笼山村、三岔河村、偏岩子村、中和村、观城村、龙山寨村和楠木村。